# Kommentkampf

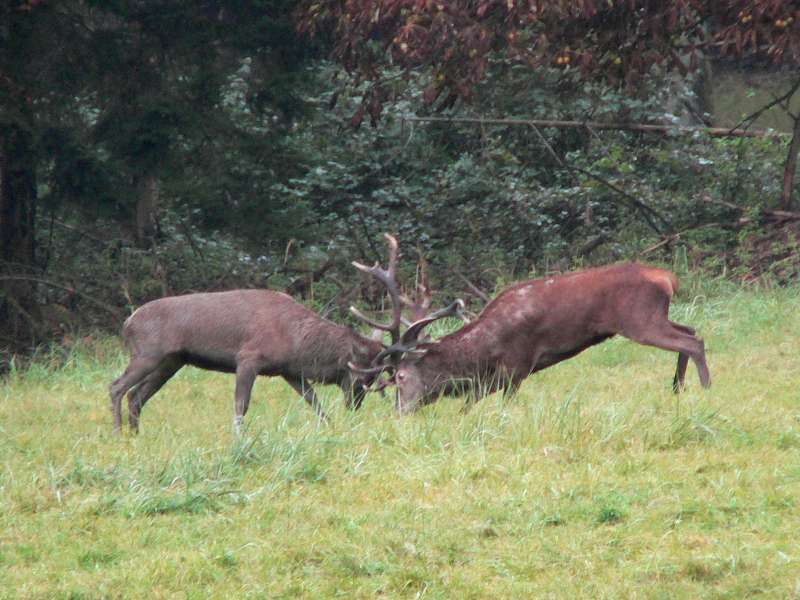
Kommentkampf bei Rothirschen

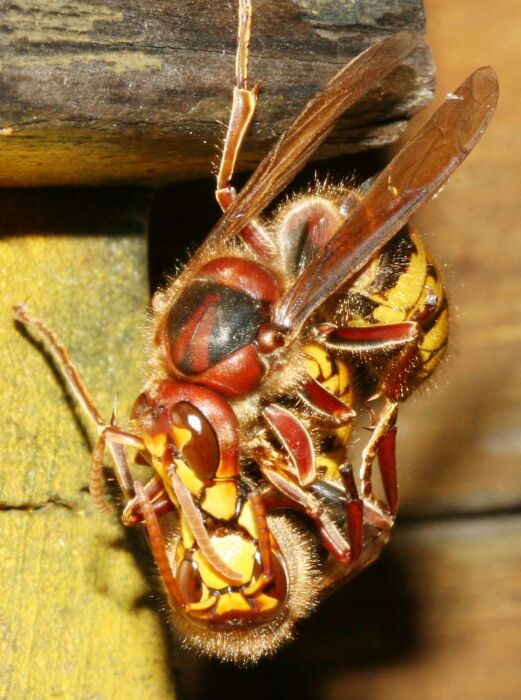
Dieser Kommentkampf zweier Hornissen dauert zum Zeitpunkt der Aufnahme bereits über 15 Minuten.

Als Kommentkampf wird in der Verhaltensbiologie ein ritualisierter Kampf bezeichnet, bei dem die Verletzungsgefahr der Kontrahenten relativ gering ist.
Kommentkämpfe weisen eine genau festgelegte – und daher für die Kontrahenten weitgehend vorhersehbare – Abfolge von Verhaltensweisen auf; sie sind im Tierreich weit verbreitet, zum Beispiel im Zusammenhang mit dem Festlegen der Rangordnung innerhalb einer Gruppe von Tieren oder im Verlauf eines Balzrituals. Das Charakteristische am Kommentkampf ist, dass während der Kampfhandlung gleichzeitig Mechanismen der Aggressionshemmung wirksam sind, so dass die Kämpfenden eine ernsthafte Verletzung des Gegners vermeiden. Beispielsweise versuchen Klapperschlangen einander beim Kommentkampf gegenseitig zu Boden zu drücken, setzen aber dabei ihren tödlichen Giftzahn nicht ein. Meist wird der Kampf beendet, sobald einer von beiden seine Unterlegenheit signalisiert („Demutsgebärde“) und damit beim Überlegenen eine Aggressionshemmung (Beißhemmung) auslöst.
Kommentkämpfe können in Beschädigungskämpfe übergehen, wenn der Konflikt nicht mit einem Kommentkampf zu lösen ist. Das kann zum Beispiel dann der Fall sein, wenn beide Kontrahenten ungefähr gleich stark sind.
Die Bezeichnung Kommentkampf ist abgeleitet von den als Komment bezeichneten Verhaltensregeln der Studentenverbindungen (von französisch comment „wie“, im Sinne von „wie man sich verhalten soll“).

## Beispiele
Ein bekanntes Beispiel für Kommentkämpfe sind die Auseinandersetzungen zwischen männlichen Rothirschen während der Brunftzeit. Ein weniger bekanntes Beispiel für eine spezialisierte Form des Kommentkampfes ist das so genannte Mauling bei Hornissen. Viele Schlangenarten weisen ebenfalls ausgeprägtes Kommentkampfverhalten auf. Kommentkämpfe stehen im Zusammenhang mit der sexuelle Selektion.

## Spieltheoretisches Modell
In der Theoretischen Biologie kann das Kampfverhalten als mathematisches Modell aus der Spieltheorie beschrieben werden:
Im Folgenden beträgt die Gesamtgröße der betrachteten Population n und die möglichen Gewinne sind auf den neutralen Wert 1 normiert. In einer Gewinnmatrix aus Sicht des in der ersten Spalte repräsentierten Tieres eingetragen, ergibt sich folgendes Bild:
|                    | Beschädigungskampf | Kommentkampf |
| ------------------ | ------------------ | ------------ |
| Beschädigungskampf | 1-Schaden (d)      | Gewinn 2     |
| Kommentkampf       | Kein Gewinn        | Gewinn 1     |

Bezeichnet man den zu erwartenden Gewinn von Kommentkämpfern mit {\displaystyle G_{k}} und den der Beschädigungskämpfer mit {\displaystyle G_{b}}, so ergibt sich für m Kommentkämpfer und m-n Beschädigungskämpfer  mit obiger Matrix:
{\displaystyle G_{k}={\frac {m-1}{n-1}}}
{\displaystyle G_{b}={\frac {2m-(1-d)(n-m-1)}{n-1}}}
Ein solches statisches Modell kann Ausgangspunkt einer dynamisierten Formulierung sein.